# Ildikó Erdélyi
Ildikó Erdélyi (Hungría, 19 de octubre de 1955) es una atleta húngara retirada especializada en la prueba de salto de longitud, en la que consiguió ser subcampeona europea en pista cubierta en 1978.

## Carrera deportiva
En el Campeonato Europeo de Atletismo en Pista Cubierta de 1977 ganó la medalla de plata en el salto de longitud, con un salto de 6.55 metros, tras la checoslovaca Jarmila Nygrýnová (oro con 6.63 metros) y por delante de la alemana Heidemarie Wycisk.
Al año siguiente, en el Campeonato Europeo de Atletismo en Pista Cubierta de 1978 volvió a ganar la medalla de plata en el salto de longitud, con un salto de 6.49 metros, tras la checoslovaca Jarmila Nygrýnová (oro con 6.62 metros) y por delante de la británica Sue Reeve (bronce con 6.48 metros).